# Otranto
Otranto [ˈɔːtranto] ist eine italienische Hafenstadt mit 5612 Einwohnern (Stand 31. Dezember 2023) in der Provinz Lecce in Apulien und ist Mitglied der Vereinigung I borghi più belli d’Italia („Die schönsten Orte Italiens“).

## Lage und Daten
Die Stadt liegt am südlichen Ende der Ostküste Italiens auf der Halbinsel Salento, etwa 35 Kilometer südöstlich von Lecce. Sie ist die östlichste Stadt Italiens. Die Meerenge, die der Stadt vorgelagert ist, wird als Straße von Otranto bezeichnet.

## Geschichte
Archäologische Funde zeigen, dass Otranto bereits in der mittleren Bronzezeit besiedelt war. In der Jung- und Endbronzezeit bestanden Kontakte zur mykenischen Kultur Griechenlands, wie Funde mykenischer Keramik aus dem späten 13. und aus dem 12. Jahrhundert v. Chr. (Späthelladisch III B2 und III C) belegen. Um 1000 v. Chr. ließen sich hier Messapier nieder, die in der Region zahlreiche Städte gründeten. Im Zuge der ab dem 8. Jahrhundert v. Chr. einsetzenden griechischen Kolonisation wurde Otranto Bestandteil der Magna Graecia und nach der Eroberung Süditaliens durch die Römer als Hydruntum ein wichtiger Verbindungshafen nach Epirus. 845 wurde Otranto erfolglos von den Sarazenen belagert.
Nach dem Niedergang Roms gehörte es zum Byzantinischen Reich, wurde aber um 1070 von den Normannen erobert, die die Stadt stark befestigten und die 1088 geweihte Kathedrale errichteten. Durch die Verheiratung von Heinrich VI., dem Sohn von Kaiser Friedrich Barbarossa, mit Konstanze von Sizilien im Jahre 1186 und der Krönung Heinrichs zum König von Sizilien in Palermo 1194 gelangte Otranto unter die Herrschaft der Staufer und nach deren Untergang schließlich in die Hände von Ferdinand I. von Aragón, König von Neapel von 1458 bis 1494.

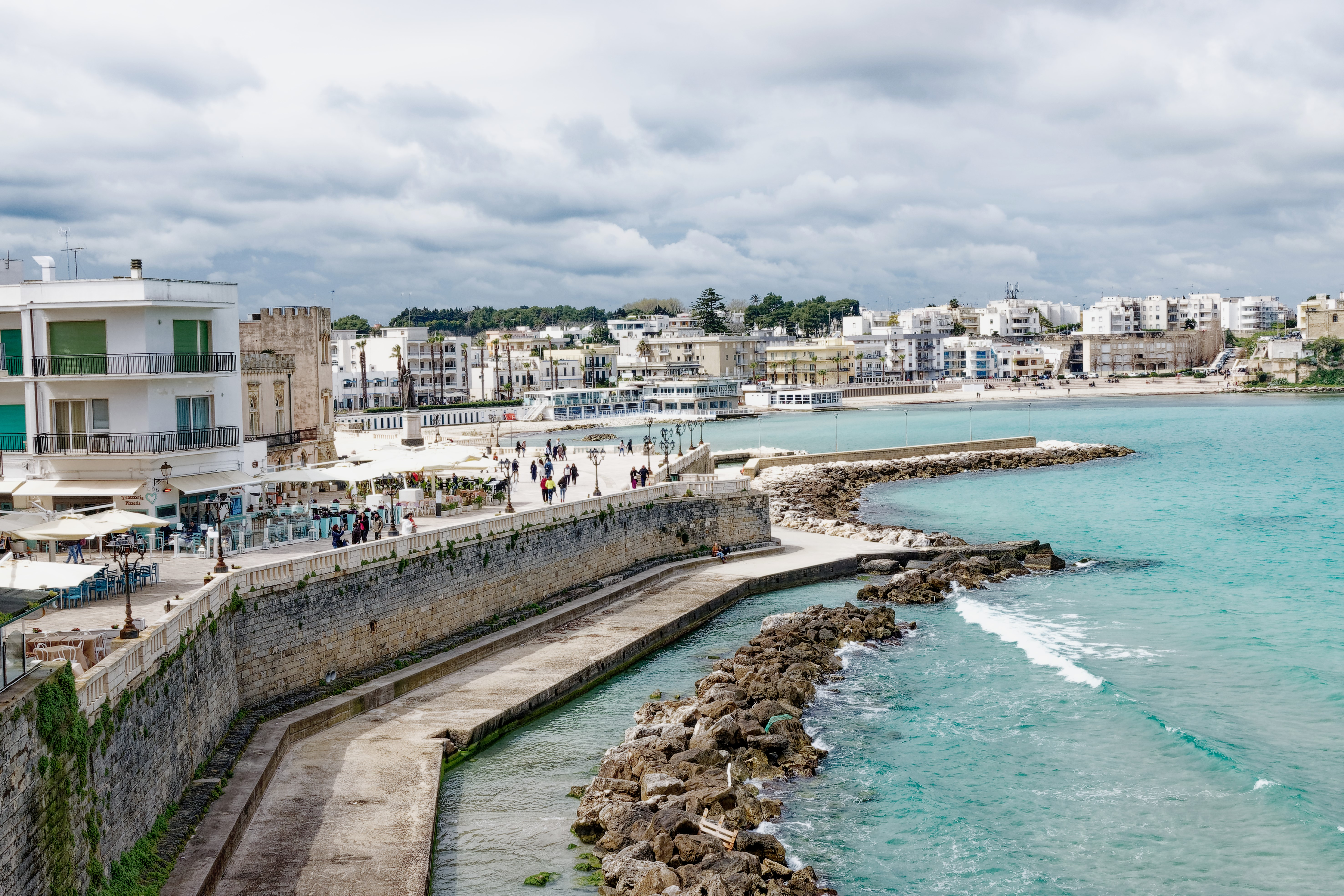
Blick von der Bastion auf Otranto

1480 eroberten osmanische Türken Otranto als erste Ortschaft auf italienischem Boden. Die Gründe für den Angriff auf die Stadt waren einerseits wahrscheinlich strategischer Natur – sie liegt der damals bereits von den Türken eingenommenen Ostküste der Adria am nächsten und verfügte über einen guten Hafen. Obendrein betrachtete sich der Sultan in Konstantinopel als legitimer Herrscher des ehemaligen Byzantinischen Reiches, zu dem Otranto gehört hatte.
800 Christen wurden enthauptet, nachdem sie sich geweigert hatten, zum Islam überzutreten. Zu ihnen gehörte auch Erzbischof Stefano Pendinelli.
1481 wurde die Stadt nach längerer Belagerung wieder von christlichen Streitkräften unter der Führung von Alfons II., dem Sohn und späteren Nachfolger von Ferdinand I., eingenommen. Die Übergabe erfolgte kampflos, da den Türken nach Verhandlungen zuvor freier Abzug gewährt worden war. Im Jahr 1481 war Sultan Mehmet II. gestorben, die osmanische Führung konzentrierte sich auf die Thronfolge in Konstantinopel. Da die türkische Besatzung in Otranto keine Verstärkungen mehr erhalten hatte, besteht in der historischen Diskussion die Vermutung, es habe sich bei dem Angriff auf die Stadt lediglich um ein Ablenkungsmanöver gehandelt, möglicherweise um einen symbolischen Entlastungsangriff zugunsten des Nasriden-Sultanats in Spanien (zeitgleich hatte die letzte kastilisch-aragonesische Kampagne gegen Granada begonnen, die Nasriden hatten Hilfegesuche an die Osmanen geschickt, und Otranto gehörte zum aragonesischen Königreich Neapel).

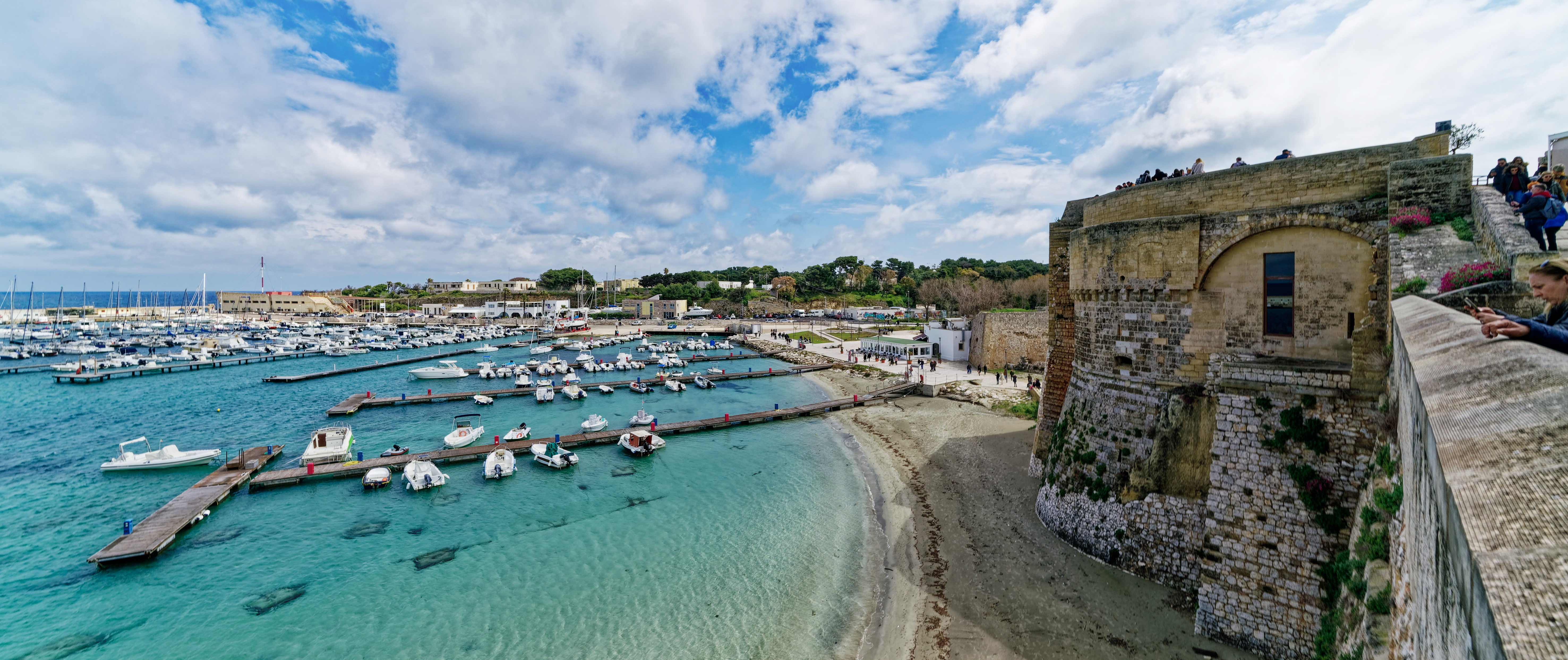
Der Hafen von Otranto

Weitere Türkeneinfälle (1535, 1537, 1614 und 1644) führten zu einem Rückgang der Bevölkerung. Dass Napoleon seinem Polizeiminister Joseph Fouché den künstlich geschaffenen Titel Herzog von Otranto verlieh, hatte für die Stadt keine praktische Bedeutung. Nach der Ausdehnung von Sumpfgebieten und damit einhergehend der Malaria sowie infolge der steigenden Bedeutung von Handelsstädten wie Bari und Brindisi, die Handel und Gewerbe in Otranto beeinträchtigten, begann im 20. Jahrhundert mit der Trockenlegung von Sümpfen ein erneuter Aufschwung der Stadt.
In den letzten beiden Jahrzehnten des vergangenen Jahrhunderts hat sie sich zu einem beliebten Touristenort gewandelt, der besonders im Juli und August frequentiert wird. Dies hat die Wirtschaftsstruktur der im Vergleich zu Norditalien wirtschaftlich rückständigen Region verändert: Neben der Landwirtschaft ist der Tourismus die Haupteinnahmequelle. Der früher in der Umgebung blühende Menschen- und Zigarettenschmuggel hat erheblich an Bedeutung verloren. Die sonst in Apulien häufig zu findenden Mafia-Familien treten nur noch selten öffentlich in Erscheinung.

## Sehenswürdigkeiten

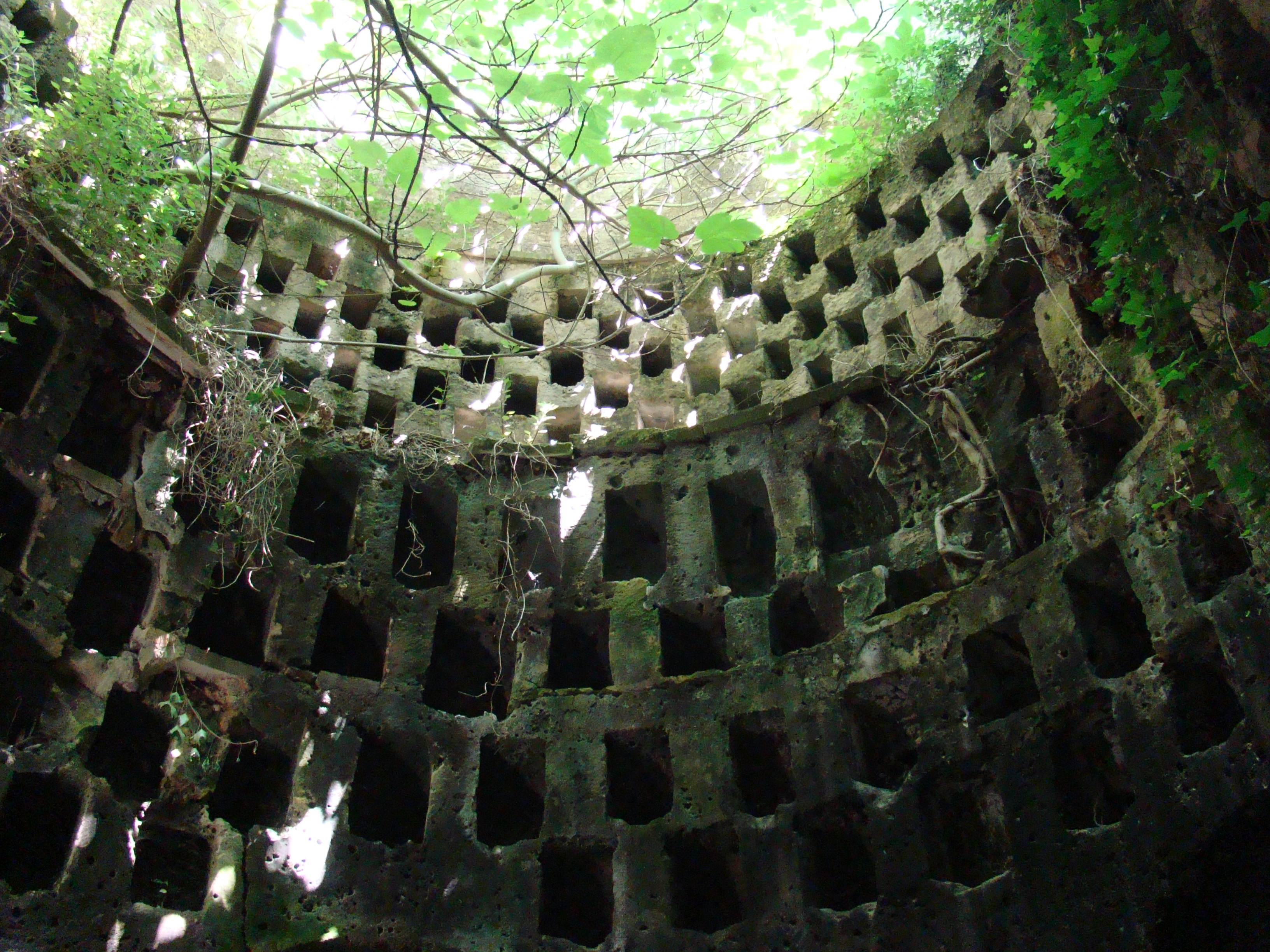
Hypogaeum Torre Pinta

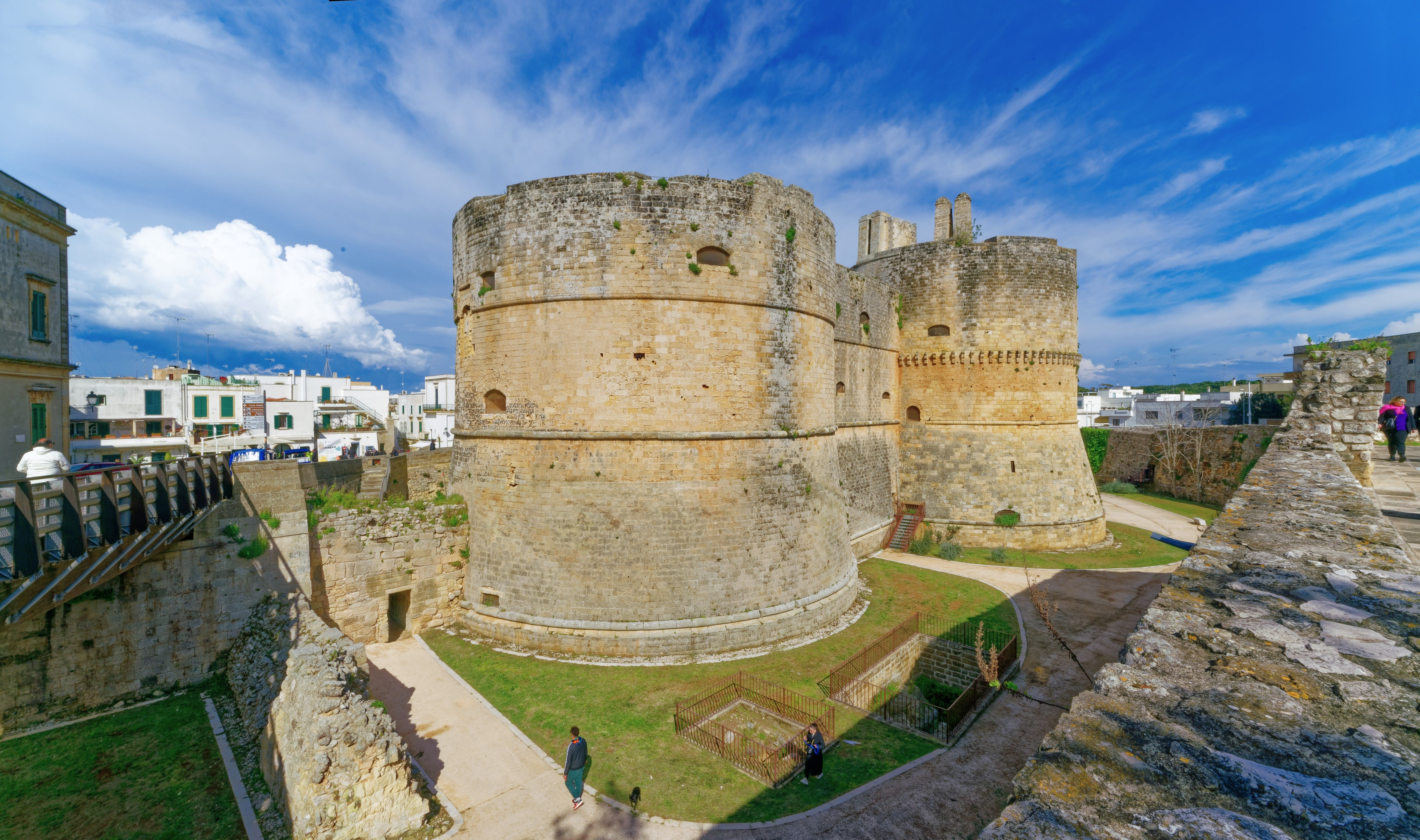
Festung von Otranto

Hauptanziehungspunkte der Stadt sind die Kathedrale Santa Annunziata mit den Mosaiken (1163–1165), die Festung Castello Aragonese sowie die kleine byzantinische Kirche San Pietro und das Hypogaeum von Torre Pinta.
Vor allem die von einer mächtigen Stadtmauer umschlossene Altstadt ist im Sommer eine Hauptattraktion; am Samstagabend ist sie der Treffpunkt der gesamten Umgebung Otrantos. Sonntagnachmittags wird die Uferstraße von der Porta Terra an für den Durchgangsverkehr gesperrt und für Fußgänger reserviert (Passeggio).

### Kathedrale Santa Annunziata

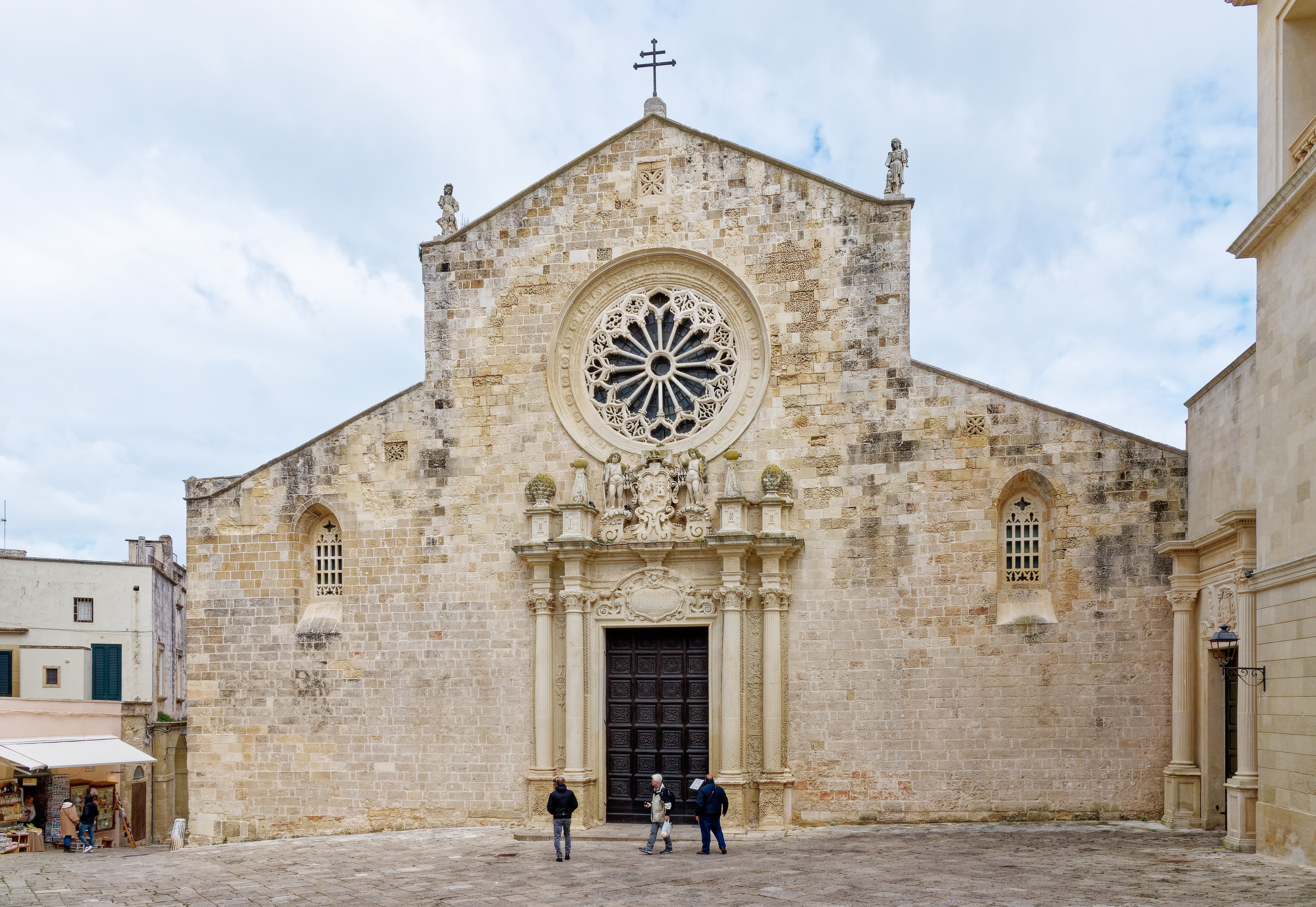
Die Kathedrale von Otranto

Die Basilica minor aus dem 12. Jahrhundert ist Sitz des Erzbistums Otranto. Hier befindet sich ein großes Bodenmosaik aus dem 12. Jahrhundert.
In der Kathedrale befinden sich zudem Reliquien der 800 Märtyrer von Otranto.

## Umgebung
Sehenswürdigkeiten in der Umgebung sind:
- Faro della Palascìa, am Capo d'Otranto: östlichster Punkt Festlanditaliens
- die Alimini-Seen
- Valle delle Memorie mit zahlreichen ehemals von Mönchen bewohnten Grotten
- Grotta Romanelli mit steinzeitlichen Überresten
- Grotta dei Cervi in der zu Otranto gehörenden Fraktion Porto Badisco mit Felsmalereien aus der Jungsteinzeit
- Grotta Zinzulusa, berühmt wegen ihrer Stalagmiten und Stalaktiten

## Verkehr
Der Hafen von Otranto, an der nach der Stadt benannten 70 km breiten Straße von Otranto gelegen, dient hauptsächlich dem Güterverkehr, wird jedoch auch von privaten Seglern angelaufen. Bis 2007 bestand eine regelmäßige Fährverbindung nach Vlora, Albanien, die wegen zu geringen Verkehrsaufkommens aufgegeben wurde.
Die Adriabahn der Società Italiana per le Strade Ferrate Meridionali nahm den Betrieb zu ihrem Endpunkt am 22. September 1872 auf. Heute endet im Kopfbahnhof von Otranto die Bahnstrecke Maglie–Otranto. Der Bahnhof liegt an dem Hang oberhalb des historischen Ortskerns. Durch das Gefälle des Hangs befindet sich die Gleisebene auf der Höhe des ersten Stockwerks des Empfangsgebäudes, der Bahnhofsvorplatz aber einen Stock tiefer.

### Allgemein
- Antonio Antonaci: Hydruntum (Otranto). Galatina, 1954.
- Grazio Gianfreda: Otranto Nascosta. Lecce 1997.
- Hubert Houben (Hrsg.): Otranto nel Medioevo. Tra Bisanzio e l'Occidente = Saggi e testi. Università degli studi del Salento, Dipartimento dei beni delle arti e della storia 33. Galatina 2007, ISBN 978-88-8086-737-1.
- Christine Ungruh: Das Bodenmosaik der Kathedrale von Otranto (1163–1165): normannische Herrscherideologie als Endzeitvision = Studien zur Kunstgeschichte des Mittelalters und der Frühen Neuzeit 9. Korb 2013, ISBN 978-3-939020-09-7.
- Ekkehart Rotter: Apulien. Fahrten zu byzantinischen Grottenkirchen, normannischen Kathedralen, staufischen Kastellen und Barockbauten in Lecce (= DuMont Kunst Reiseführer). 6. Auflage. Dumont Reise Verlag, Ostfildern 2012, ISBN 978-3-7701-4314-6.